# Siphonosoma boholense
Siphonosoma boholense är en stjärnmaskart som först beskrevs av Selenka, de Man och Bnlow 1883.  Siphonosoma boholense ingår i släktet Siphonosoma och familjen Sipunculidae. Inga underarter finns listade i Catalogue of Life.